# Fabienne Chapus
Fabienne Chapus, née le 4 juin 1969, est une joueuse de pétanque française.

## Clubs
- ?-2018 : Association Sportive Salindroise (Gard)
- 2019-2021 : Amicale Club Bouliste Barjacoise (Gard)
- 2022- : Pétanque Marvejolaise (Lozère)

## Palmarès

### Séniors

#### Championnats de France
Championne de France,
- Triplette 2009 (avec Nancy Cailotto et Muriel Scuderi) : Association Sportive Salindroise
- Triplette 2016 (avec Léa Escoda et Muriel Scuderi) : Association Sportive Salindroise
- Triplette 2017 (avec Léa Escoda et Muriel Scuderi) : Association Sportive Salindroise

#### Mondial La Marseillaise
Vainqueur
- 2007 (avec Muriel Scuderi et Virginie Lauer)
- 2009 (avec Muriel Scuderi et Patricia Foyot)

#### Millau

##### Mondial à pétanque de Millau (2003-2015)
Finaliste
- Doublette 2007 (avec Muriel Scuderi)